# Morrill County
Morrill County är ett administrativt område i delstaten Nebraska, USA. År 2010 hade countyt 5 042 invånare. Den administrativa huvudorten (county seat) är Bridgeport.

## Geografi
Enligt United States Census Bureau har countyt en total area på 3 703 km². 3 688 km² av den arean är land och 16 km² är vatten.
I countyt ligger Chimney Rock National Historic Site, en smal klippa som reser sig 91 meter över den omgivande North Platte River-floddalen.

### Angränsande countyn
- Box Butte County - norr
- Sheridan County - nordost
- Garden County - öster
- Cheyenne County - söder
- Banner County - väster
- Scotts Bluff County - väster

## Orter och kommuner

### Städer (cities)
Större orter med kommunalt självstyre:
- Bayard
- Bridgeport (huvudort)

### Småstad (village)
Mindre ort med kommunalt självstyre:
- Broadwater

### Övriga befolkade platser
Mindre orter utan kommunalt självstyre:
- Angora
- Atkins
- Bonner
- Lynn
- Moomaw Corner
- Northport
- Redington
- Vance